# Aleksandar Vučić
Aleksandar Vučić (en serbio: Александар Вучић; Belgrado, 5 de marzo de 1970) es un político serbio que se desempeña como presidente de Serbia desde el 31 de mayo de 2017. Anteriormente, ejerció de primer ministro de Serbia entre 2014 a 2017. Fue hasta 2023 presidente del Partido Progresista Serbio (SNS).

## Biografía
Vučić nació en el seno de una familia de graduados de economía. Su familia paterna había sido expulsada de la Bosnia central por los Ustaše; asentándose cerca de Belgrado donde nace su padre. Creció en Novi Beograd, terminando la escuela en la ciudad y luego el gymnasium en Zemun. Se graduó de la Facultad de derecho de la Universidad de Belgrado.

## Trayectoria política
En 1993, un joven Vučić, con 22 años, se afilió al Partido Radical Serbio (SRS) y resultó elegido parlamentario de la Asamblea Nacional en las elecciones celebradas en dicho año. Pronto se convirtió en una figura prominente del SRS. En 1995 visitó Knin, entonces bajo control de la República Serbia de Krajina, y en 2001 viajó a Bagdad, en ambas ocasiones en comisiones del SRS, lideradas por Vojislav Šešelj.
Entre 1998 y 2000 ocupó el puesto de ministro de Información en el gobierno de Mirko Marjanović.
Desde 2003 dirigió, junto a Tomislav Nikolić, el Partido Radical Serbio, que se opone a la justicia internacional y a cualquier acercamiento a la Unión Europea. El partido ganó influencia a medida que el gobierno en funciones, empantanado en conflictos internos e incapaz de corregir rápidamente la situación económica del país, provocó un aumento del descontento.

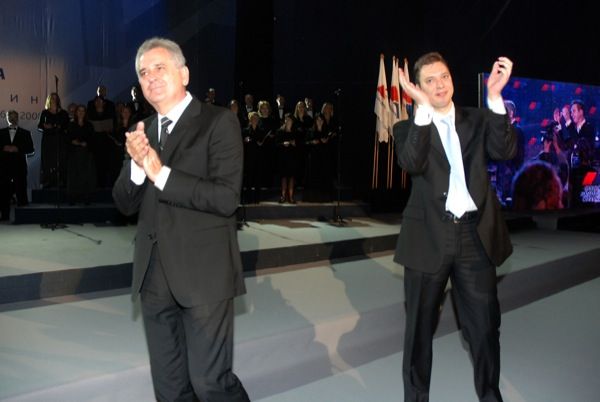
Vučić y Nikolić, durante el congreso fundacional del SNS en 2008

En 2008, Vučić siguió a Tomislav Nikolić y abandonó el SRS para unirse al recientemente creado Partido Progresista Serbio (SNS). El 29 de septiembre de 2012 fue elegido líder de dicho partido.
En las elecciones parlamentarias a la Asamblea Nacional de 2014 la coalición liderada por el SNS obtuvo 158 escaños sobre un total de 250 en la cámara, convirtiéndose así en la mayor fuerza política del país. Vučić se convirtió en presidente del Gobierno de la República de Serbia.
A comienzos de 2016 Vučić anunció su renuncia del cargo; convocadas elecciones anticipadas para el 24 de abril, Vučić recibió un nuevo mandato de presidente del Gobierno, tras obtener la coalición del SNS una mayoría absoluta del Parlamento serbio en los comicios.
Vučić se presentó como candidato la presidencia de la República de Serbia en las elecciones presidenciales de 2017, en las cuales obtuvo el 55,05 % del voto en primera ronda. Electo jefe de Estado, tomó posesión el 31 de mayo.
Prosiguió con las reformas neoliberales ya iniciadas por sus predecesores, sobre todo en lo relativo al código laboral. Decide aplicar "reformas dolorosas", como las privatizaciones, para atraer la inversión extranjera. Estas reformas suponen, en particular, una reducción de las pensiones y los salarios en el sector público.
En política exterior, trasladó la embajada serbia en Israel a Jerusalén a petición de Estados Unidos y designó al Hezbolá libanés como "organización terrorista".
En julio de 2020 se aprobó una ley para restringir las actividades de las ONG y los medios de comunicación independientes.
La sección serbia del gasoducto Tesla Pipeline de 400 km fue inaugurada el 1 de enero de 2021 por el presidente Vucic.

## Políticas e ideologías

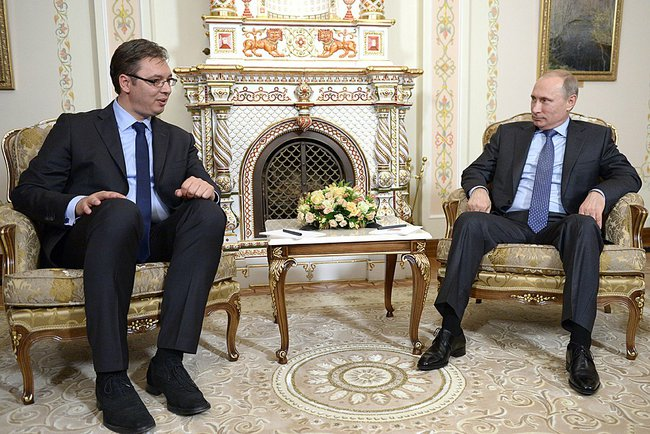
Aleksandar Vučić con Vladímir Putin.

Durante su período dentro del ultranacionalista SRS, Vučić abrazó las tesis expansionistas de la «Gran Serbia». Tras su salida del SRS en 2008 ha modulado sus posiciones, y ha adoptado posturas favorables al ingreso de Serbia en la Unión Europea, poniendo a este como mejor perspectiva de cara a alcanzar prosperidad en el país.